# Grimmia crassifolia
Grimmia crassifolia là một loài Rêu trong họ Grimmiaceae. Loài này được Lindb. ex Broth. mô tả khoa học đầu tiên năm 1892.